# In-Grid
Ingrid Alberini dite In-Grid, née le 11 septembre 1978 à Guastalla, Italie est une chanteuse italienne de dance notamment connue pour son succès international Tu es foutu en 2003.
Elle chante en italien, français et anglais.

## Discographie

### Album
- 2003 : Rendez-Vous
  1. In - Tango
  2. Tu es foutu
  3. Mais la nuit... Il dort!
  4. Shock
  5. Dans ma mémoire
  6. Pour toujours
  7. Souvenir D'été
  8. I'm folle de toi
  9. Je ne crois pas
  10. Esclave de toi
  11. Ah L'amour L'amour
  12. Va au diable
  13. You promised me
  14. Tu es foutu (Chill-Grid)
- 2004 : La Vie en rose
  1. Milord
  2. La vie en rose
  3. Les Champs Elisées (dance version) de Joe Dassin
  4. Accordeonist
  5. Un beau roman (un belle histoire)
  6. Chanson d'amour
  7. Un homme et une femme
  8. Les feuilles mortes
  9. Ne me quitte pas
  10. La Mer
  11. Et maintenant
  12. Non je ne regrette rien
  13. Les Champs Elisées
- 2005 : Voila!
  1. Mama mia
  2. Le Coquin
  3. Dans Tes Yeux
  4. Click Clock
  5. L'amoureuse
  6. Oui
  7. Jamais Eu
  8. Poings Fermés
  9. Où Est Ma Vie ?
  10. Encore Une Fois
  11. C'est Pour Toi,
  12. Love Out of Time
  13. You Kissed Me
  14. Really Really Wanna
  15. Every Night
- 2009 : Passion
  1. Les fous
  2. Le dragueur
  3. Amour ma passion
  4. Movie Star
  5. Jalousie
  6. Les jeux sont faits
  7. Sweet Desire
  8. Vive le swing
  9. C'est l'amour
  10. Le cri du cœur
  11. Tout pour toi
  12. Papillonne sur moi
  13. A ma façon
  14. Tu es là? - feat. POCHILL
- 2010 : Lounge Musique
- 2023 : Chansons d'amour
  1. C'est Si Bon
  2. Un beau roman (Une belle histoire)
  3. Tu le sais
  4. Tentación Al Hombre
  5. Alchimie
  6. Tu Es Foutu (Chill-Grid)
  7. La vie en rose
  8. L'Ete Indien
  9. Ne me quitte pas
  10. Les Champs-Élysées
  11. Comment Te Dire Adieu
  12. Non, je ne regrette rien
  13. Un homme et une femme
  14. Les feuilles mortes
  15. La mer
  16. Chanson d'amour
  17. Et maintenant
  18. Tu Es Foutu (Réseau Jazz Mix)